# Resende (Portugal)
Resende es una villa portuguesa ubicada en el distrito de Viseu, região Norte y comunidad intermunicipal de Támega y Sousa, con cerca de 2900 habitantes.

## Geografía
Es sede de un municipio con 122,71 km² de área y 10 051 habitantes (2021), subdividido en once freguesias. El término limita al norte por los municipios de Baião y Mesão Frio, al este por Lamego, a sur por Castro Daire y al oeste por Cinfães.

## Demografía
| Gráfica de evolución demográfica de Resende entre 1864 y 2021 |
|                                                               |
| Datos según el nomenclátor publicado por el INE portugués.    |

## Organización territorial
El municipio de  Resende está formado por once freguesias:
- Anreade e São Romão de Aregos
- Barrô
- Cárquere
- Felgueiras e Feirão
- Freigil e Miomães
- Ovadas e Panchorra
- Paus
- Resende
- São Cipriano
- São João de Fontoura
- São Martinho de Mouros